# Божи (Шер)
Божи (фр. Baugy) насеље је и општина у централној Француској у региону Центар (регион), у департману Шер која припада префектури Бурж.
По подацима из 2011. године у општини је живело 1.441 становника, а густина насељености је износила 63,76 становника/km². Општина се простире на површини од 22,6 km². Налази се на средњој надморској висини од 185 метара (максималној 202 m, а минималној 157 m).

## Демографија
| 1962. | 1968. | 1975. | 1982. | 1990. | 1999. | 2011. |
| ----- | ----- | ----- | ----- | ----- | ----- | ----- |
| 1.103 | 1.116 | 1.106 | 1.144 | 1.159 | 1.146 | 1.441 |

График промене броја становника у току последњих година